# Cserefalva
Cserefalva (románul Stejeriș) falu Romániában Maros megyében, Marosvásárhelytől 9 km-re délkeletre Nyárád jobb partján.

## Nevének eredete
Nevét a Nyárád mentét egykor borító csererdőkről kapta. A román stejar tölgyet jelent, tehát a magyar név tükörfordítása.

## Története
1497-ben Zerayfalva, 1505-ben Cherefalav néven említik. Határában római út vezetett a sóváradi castrum irányába. 1910-ben 385-en lakták, 14 kivételével mind magyarok.
A trianoni békeszerződésig Maros-Torda vármegye Marosi alsó járásához tartozott. 2002-ben 355 lakosából 286 magyar, 65 cigány és 4 román volt.

## Látnivalók
Református temploma 1785-ben épült, de 1843-ban a faluval együtt leégett és újjá kellett építeni.